# Lepus hainanus
La lepre di Hainan (Lepus hainanus Swinhoe, 1870) è un mammifero lagomorfo della famiglia dei Leporidi.

## Distribuzione
La specie è endemica dell'isola di Hainan, in Cina sud-orientale: un tempo diffusa un po' in tutto il nord, l'est ed il sud dellìisola, attualmente sopravvive solo nelle zone protette.
Il suo habitat è costituito dalle aree pianeggianti e collinari, con presenza di cespugli e scarsa copertura arborea: tende invece ad evitare aree umide e montane.

## Descrizione

### Dimensioni
Misura meno di 45 cm di lunghezza, per un peso massimo che si aggira attorno al chilo e mezzo.

### Aspetto
L'aspetto nel suo complesso è piuttosto minuto: la testa è piccola e arrotondata, con grosse orecchie (più lunghe dei piedi delle zampe posteriori).
Il pelo è bruno scuro su dorso e zampe, con brizzolature bianche e nere sul quarto posteriore e sfumature giallastre sui fianchi, mentre il ventre è biancastro: bianca è anche la faccia inferiore della coda a fiocco, mentre la faccia superiore è nera.

## Biologia
Si tratta di animali prevalentemente solitari, attivi al tramonto o durante la notte, mentre durante il giorno riposano nel folto dei cespugli: non scavano infatti tane. In caso di pericolo, l'animale si immobilizza per non essere visto, rimanendo perfettamente immobile fino a quando l'aggressore non si avvicina troppo: a questo punto, la lepre schizza via con una caratteristica traiettoria a zig-zag, atta a disorientare l'aggressore ed a guadagnare terreno, consentendo all'animale di rifugiarsi nel folto della vegetazione od in qualche anfratto della roccia.

### Alimentazione
Si tratta di animali erbivori, che si nutrono prevalentemente di foglie, erba e germogli, ma che non disdegnano di mangiare anche frutta, cortecce ed in genere qualunque materiale di origine vegetale che i loro robusti denti riescano a rosicchiare e triturare. Come tutti i lagomorfi, anche la lepre di Hainan è solita praticare la coprofagia, ingerendo parte delle proprie feci al fine di estrarre la maggiore quantità possibile di nutrimento dal proprio cibo.

### Riproduzione
Non molto studiata finora, non pare tuttavia dissimile come modalità e tempi da quella della congenere lepre comune (Lepus europaeus).